# Lemoyne, Pennsylvania
Lemoyne là một thị trấn thuộc quận Cumberland, tiểu bang Pennsylvania, Hoa Kỳ. Năm 2010, dân số của thị trấn này là 4553 người.